# Maxomys alticola
Maxomys alticola es una especie de roedor de la familia Muridae.

## Distribución geográfica
Es endémica de los montanos del norte de Borneo (Malasia Oriental).  